# Riders of Destiny
Riders of Destiny és un migmetratge estatunidenc dirigit per Robert N. Bradbury, estrenat l'any 1933.
Bradbury va ser l'escriptor i director d'aquest western de sèrie B en blanc i negre, el qual va protagonitzar John Wayne en els inicis de la seva carrera. L'actor tenia 26 anys. El tàndem Bradbury–Wayne tindria continuïtat en múltiples produccions de tipus western al llarg dels anys. Riders of Destiny va ser el primer treball de Bradbury i Wayne junts i també va ser el primer d'un seguit de pel·lícules produïdes per Lone Star Productions i realitzades als estudis Monogram Pictures. En total, John Wayne va fer 16 pel·lícules per aquest estudi, com ara, The Lawless Frontier o West of the Divide. A Riders of Destiny es pot veure a més, el primer treball conjunt de Wayne amb George "Gabby" Hayes.
A Riders of Destiny, Wayne interpreta el paper del vaquer–cantant Singin Sandy Saunders, un agent del govern enviat a Lost Creek a caçar malfactors i a investigar les activitats delictives del malvad Kincaid i la seva banda, els quals estan expulsant dels seus ranxos als ramaders de la regió, amb l'objectiu de controlar l'aigua a la vall.
Molts dels western que va fer Waine amb Lone Star Productions en aquesta època estan alliberats en el domini públic i la majoria d'ells es poden trobar a Internet, com ara, Riders of Destiny.

## Argument

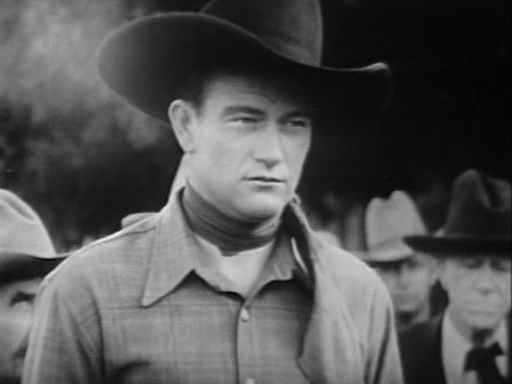
John Wayne as Saunders

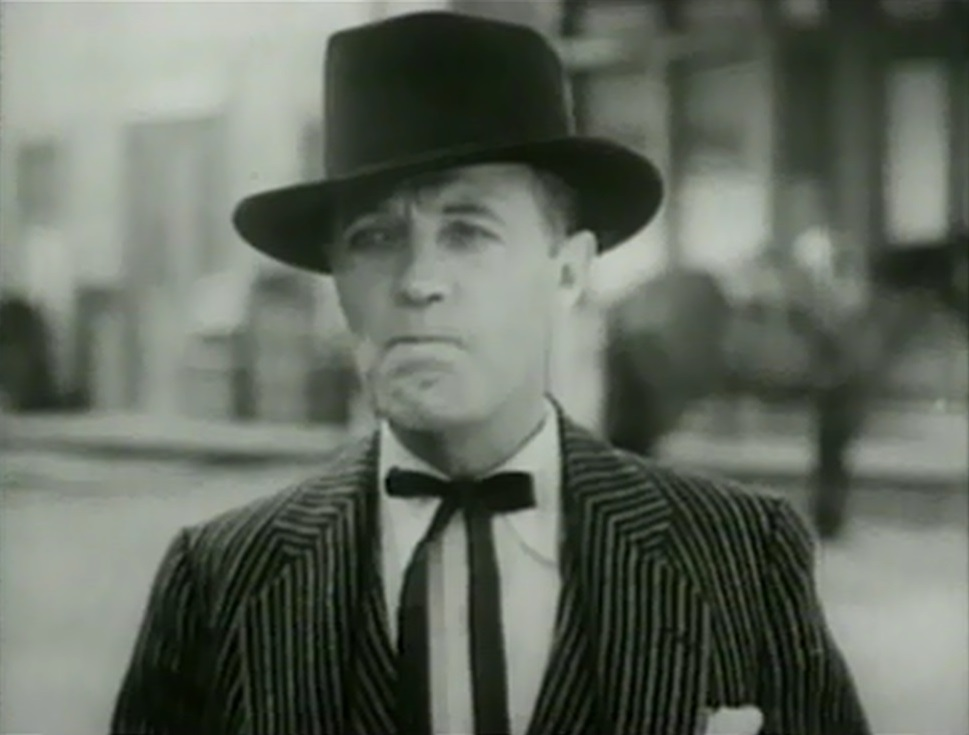
Kincaid manté un il·lícit monopoli sobre l'aigua que l'heroi, un agent federal, trencarà.

Saunders, el vaquer–cantant, cavalca pel camp quan troba a un xèrif ferit de bala al qual presta auxili. Després veu com els encarregats d'una diligència disparen a un genet. S'aproxima i comprova que és una jove, a la qual lliura el seu propi cavall perquè pugui fugir. Sense que els conductors de la diligència s'adonin, s'introdueix a la diligència i viatja com a polissó. Això li permet comprovar com, més endavant, dos genets s'aproximen per robar el carregament de la diligència amb la complicitat dels encarregats, havent explicar aquests que ja havien estat assaltats prèviament.
A l'arribar al poble, Saunders s'assabenta que els bandits treballen per a un home anomenat Kincaid, qui té un grup d'esbirros al seu servei. La jove, Fay Denton, el condueix al ranxo del seu pare, qui li explica que rep periòdicament diners d'una mina de la qual és soci, però que la diligència és sempre assaltada quan li porten. Aquest és el motiu pel qual Fay ha decidit avançar-se en aquesta ocasió. Així mateix li aclareix que Kincaid és el propietari de l'únic jaciment d'aigua de la regió, amb l'excepció del pou del propi Denton, i que ven l'aigua als altres ramaders a alt preu amb l'objectiu de fer-se amb tots els seus ranxos.
Això és així des que el riu va desaparèixer de la seva llera. Al comprovar que Saunders coordina als ranxers, Kincaid contracta el pistoler Slip Morgan per matar-lo. Enfrontats en un duel, Saunders el neutralitza amb dos precisos trets als canells. Un dels veïns reconeix aleshores a Saunders com el pistoler Sandy el Cantant. Kincaid ofereix a Sandy un contracte com a sicari, aquest accepta i li proposa volar el pou de Denton. La jove Fay escolta la conversa i dubte de Sandy. Quan Sandy i dos esbirros de Kincaid volen el pou, però, l'aigua flueix lliurement i el riu torna al seu curs, fustrant per sempre el negoci del malvat.
La tornada del xèrif, recuperat de la seva ferida, precipita els esdeveniments. Sandy revela que és un agent del govern enviat des de Washington per investigar les queixes dels ranxers. Kincaid mata a Morgan, qui, abans de morir, confessa haver comès els seus crims per ordre d'aquell. Sandy emprèn una persecució muntat en el seu cavall blanc per atrapar al malfactor, qui cavalca un cavall de color fosc. Distret per tal de vigilar al seu perseguidor, Kincaid cau a el riu i s'ofega.
Quan Fay s'acomiada de Sandy, aquest la besa i promet tornar per sopar.

## Personatges principals

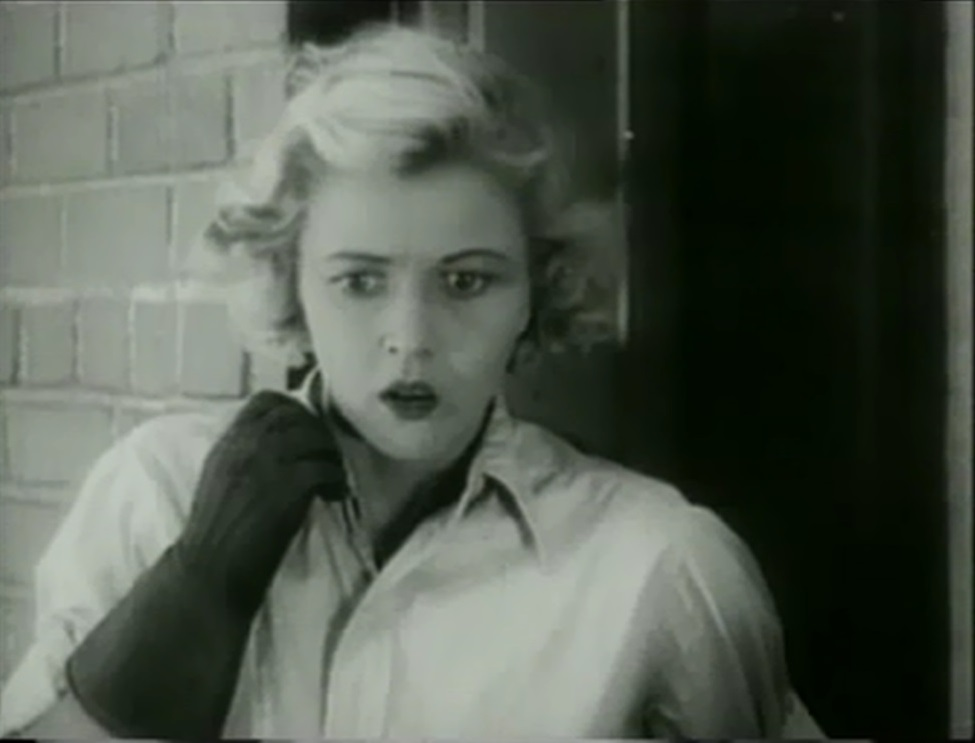
El paper de l'heroïna va ser interpretat per Cecilia Parker.

- Singin Sandy Saunders, el vaquer–cantant, en realitat, un enviat de govern per fustrar els plans del vil Kincaid.[10]

- James Kincaid, el dolent de la pel·lícula, un home corrupte que vol quedar-se la vall només per a ell. Vesteix de negre i porta un fi bigoti.[10]
- Fay Denton, la coprotagonista i filla d'un dels ranxers. Sandy i ella s'enamoren i es besen a l'última escena.[10]
- Charlie Denton, el pare de Fay.[10]
- Slip Morgan, el sicari amb la missió de matar a Saunders.[10]
- Bert i Elmer, conductors de la diligència i dos sequaços còmicament maldestres.[10]

## Producció
El migmetratge, de 53 minuts de duració, va ser produït per Paul Malvern i la companyia Lone Star Production i rodat pels estudis Monogram Pictures. El pressupost inicial eren 10.000 dòlars però es van acabar invertint 15.000 dolars. El director va ser Robert N Bradbury, qui tenia bon ull per a les bones localitzacions, li agradava l'acció de càmera, i podia rodar qualsevol pel·lícula a temps i ajustant-se als pressupostos. Sovint, Bradbury elaborava en un temps rècord els vívids —de vegades gairebé escabrosos— guions en una màquina d'escriure. El seu càmerograf era Archie Stout, qui havia treballat a la Paramount en els remakes de pel·lícules de Zane Grey que dirigia Henry Hathaway. Stout era un tipus intractable, però tenia un gran talent, tal com John Ford descobriria més tard. El guió era molt simple, però això no era un problema perquè el film anava dirigit a un públic poc sofisticat.

## Música
A vegades s'ha qualificat la pel·lícula com a western musical. L'encarregat de la música va ser el compositor Billy Barber.
John Wayne no sabia cantar, així que es va utilitzar la veu de Bill Bradbury, el fill del director Robert N. Bradbury, per doblar les cançons. Saunders taral·larejava una melodia abans de cada tiroteig. Encara que es va dir que estava doblat per Smith Ballew, va ser en realitat el fill del director qui va interpretar les cançons i posar la veu.
Una de les cançons deia,

Hi haurà sang corrent a la ciutat abans de la nit.
Hi haurà armes de foc i cants de plom.

Aquesta nit beuràs teus glops amb els morts.

## Al voltant de la pel·lícula

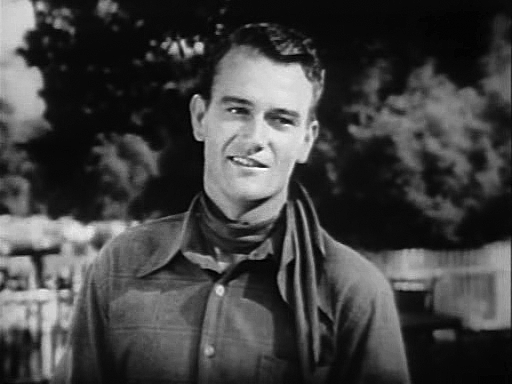
L'alt i prim John Wayne donava a un temps imatge de duresa i ingenuïtat.

Els westerns en els quals John Waine va treballar per a Lone Star Corporations i el productor Paul Malvern representen un moment molt important del cinema americà, tot i no ser, en realitat, grans pel·lícules. Moltes vegades, l'objectiu de distribució dels estudis Monogram era el de completar la segona part de les sessions de projecció dobles que s'estaven posant de moda a l'època. Les pel·lícules es van fer de forma barata, amb poc pressupost, aprofitant decorats i localitzacions, rodades en uns pocs dies i utilitzant sempre als mateixos actors. Fins i tot, moltes d'elles, duren menys d'una hora. Es feien a la manera dels serials i complien, més o menys, la mateixa funció.
No obstant això, per als fans de John Wayne, aquestes produccions poden resultar absolutament fascinants al mostrar l'evolució i els començaments d'un jove actor que volia treballar i va seguir fent-ho, tot i les dificultats, fins que la indústria el va acabar convertint en una estrella i va poder veure la culminació de la seva carrera i dels seus esforços.
El 1930, John Waine havia protagonitzat The Big Trail, dirigida per Raoul Walsh, de la Fox. Waine potser esperava assolir la fama amb aquesta producció però no va ser així. La pel·lícula, d'enorme pressupost, va portar a la Fox a la vora de la fallida en el context de la Depressió, i Wayne va tenir sort en aconseguir un altre treball. Les tres pel·lícules que va fer per a Harry Cohn a la Columbia van ser uniformement dolentes i Waine ni tan sols encapçalava el cartell. Els sis westerns de la Warner que va fer entre 1932 i 1933 van ser una mica millors. Wayne va rebre 850 dòlars per cada un d'ells, però una vegada que el contracte de la Warner va expirar no li va ser renovat. Wayne estava deprimit i preocupat. El 1933 es va casar i aviat va tenir fills.
Aleshores, el seu amic i productor Paul Malvern va proposar una sèrie de westerns als estudis Monogram Pictures. Monogram no era la Warner ni Columbia. Molts actors van assolir la pobresa en lloc de l'èxit treballant per estudis de segona fila. Tot i així, Waine va acabar fent 16 pel·lícules, entre el 1933 i el 1935, amb Monogram i la productora Lone Star. Els "Lone Star Westerns", nom en el qual es coneixen, eren pel·lícules molt fluixes, de molt baix pressupost. Waine va passar la resta de la dècada de 1930 protagonitzant pel·lícules de l'Oest i d'acció de sèrie B, primer per la Republic i després per a la Universal.

### Anecdotari
- Riders of Destiny va ser el primer treball de John Wayne amb el director Robert N. Bradbury, amb el qual realitzaria una gran quantitat de westerns de baix pressupost al llarg de la seva vida.[2]
- Sandy Saunders, va ser el segon vaquer–cantant de la pantalla. El primer fou Ken Maynard a la pel·lícula The Wagon Master de 1929.[3]
- El migmetratge incolu diverses escenes de lluita convencionals. Per a gravar-les es va contractar el doble d'acció Yakima Canutt qui va fer que fa que les lluites semblessin més realistes que les de pel·lícules anteriors.[5]
- El sicari al què Saunders dispara estava interpretat per l'actor Earl Dwire. Dwire, va aparèixer en nombroses pel·lícules, però gairebé sempre era un amable xèrif, un banquer o un altre membre digne de la comunitat. En el paper de Slip Morgan, se'l va poder veure excepcionalment representant a un malvat pistoler vestit de negre.[7]
- John Wayne, amic proper de la família de Robert Bradbury, va començar la seva carrera sota la tutoria d'aquell.[16] El fill del director, Bob Steele, havia estat amic de Duke des de la seva joventut.[7]
- A més de doblar a Wayne i de fer acrobàcies, caigudes i salts espectaculars, Canutt té un petit paper en pantalla com un dels sequaços de l'malvat.[14]
- A mesura que el personatge de Sandy Saunders es va fer més popular, va provocar moments vergonyosos per a John Waine quan els fans li demanaven que cantés durant les aparicions personals. Des d'aleshores, Waine es va negar a cantar a cap western més.[9]

## Repartiment
A la pel·lícula apareixen els següents actors i actrius,
- John Wayne com Singin 'Sandy Saunders.
- Cecilia Parker com Fay Denton.
- Forrest Taylor com a James Kincaid.
- George "Gabby" Hayes com a Charlie Denton (presentat com a George Hayes).
- Al St. John com Henchman Bert.
- Heinie Conklin com Henchman Elmer.
- Yakima Canutt com Henchman.
- Earl Dwire com Slip Morgan.
- Lafe McKee com a xèrif Bill Baxter.
- Addie Foster com a senyora Mason.
- Silver Tip Baker.
- Horace B. Carpenter.
- William Dyer.
- Anne Howard.
- Wally Howe.
- Si Jenks.
- Bert Lindley.
- Herman Nowlin.
- Tex Palmer.
- Hal Price.

## Context històric
Des d'un punt de vista polític i social, el film encaixava perfectament amb la situació existent en el moment de la seva estrena. En plena Gran Depressió i mentre el president Roosevelt presentava el seu New Deal, la pel·lícula mostrava a un agent del govern federal enviat per ajudar a la gent senzilla a lluitar contra un deshonest monopoli. D'aquesta manera, Riders of Destiny és recordat com un modest film de sèrie B, però optimista i imbuït d'un esperit esperançador per a la difícil època que travessaven els Estats Units.

## Influència posterior
Riders of Destiny té una importància històrica rellevant ja que va ser el primer wester —d'un total d'una dotzena de films de sèrie B, protagonitzats per John Wayne que el van col·locar fermament en el camí cap a la fama. A més, el migmetratge va ser també un precedent de les pel·lícules protagonitzades per vaquers–cantants que van tenir un gran èxit poc temps després. El vaquer–cantant era un subtipus de l'arquetip d'heroi vaquer de les primeres pel·lícules de l'Oest. Els vells texans cantaven balades sobre la vida i les dificultats i els perills trobats mentre empenyien el bestiar durant quilòmetres pels senders i a través de les praderies.
L'estereotip del vaquer–cantant ha arribat al segle XXI a través del gènere de la música de l'Oest, i els seus estils relacionats de Nou Mèxic, Red Dirt, Tejano i música country de Texas. Diverses cançons han estat escrites i s'han fet famoses per grups com els Sons of the Pioneers i Riders in the Sky i per intèrprets individuals com Gene Autry, Roy Rogers, Tex Ritter, Bob Baker i altres texans cantants. Cantant a l'estil wrangler, aquests artistes han servit per preservar al vaquer com un heroi americà únic.